# Elesun
Elesun (ros. Элэсун) – wieś w Rosji, w Buriacji, w rejonie kurumkańskim. W 2010 liczyła 573 mieszkańców.